# ورقة 1 دولار نيوزيلندي
ورقة 1 دولار نيوزيلندي بدء بنك الاحتياطي النيوزيلندي إصدار ورقة 1 دولار كجزء من جولة الإصدار الثالثة للبنك المركزي في 10 يوليو 1967. توقف إصدار ورقة 1 دولار في السلسلة الرابعة في عام 1981 ثم سحبت في منتصف 1991 في السلسلة الخامسة بعد صك قطع معدنية بالقيمة. كانت ميزات ورقة 1 دولار محدودة مقارنة بالأوراق النقدية الحالية من السلسلة السابعة. اقتصرت الميزات الأمنية بشكل أساسي على الطباعة الغائرة والرقم التسلسلي.
ظهرت على وجه الورقة إليزابيث الثانية وعلى الظهر مروحي الذيل النيوزيلندي وزهور ياسمين بانيكولاتا.

## التصميم
تأثر تصميم أوراق السلسلة الثالثة وبالتالي بتصاميم أوراق السلسلة 1 والسلسلة 2. صمم ورقة 1 دولار لجنة تصميم مكونة من ستة أشخاص في عام 1964 ضمت ألكسندر ماكلينتوك وستيوارت بيل ماكلينان والبروفيسور جون سيمبسون. تُرجمت هذه الهوية الذاتية إلى تصميم الورقة النقدية من فئة الدولار الواحد والتي ظهرت عليها الملكة إليزابيث الثانية على وجه العملة ورسمة فانتيل نيوزيلندية وزهور ياسمين بانيكولاتا على الجهة الخلفية. تصور هذه السلسلة المفهوم المزدوج للهوية الوطنية أيضًا حيث ظهرت الملكة إليزابيث الثانية على الوجه وحيوانات ونباتات على الظهر. صورة الملكة إليزابيث الثانية مأخوذة من صورة فوتوغرافية التقطها أنتوني باكلي عام 1960.
استمر المفهوم المزدوج للهوية الوطنية حتى السلسلة 5 التي كان يراد منها إضفاء طابع نيوزيلندي فريد عليها. هذا التغيير نتيجة مشاورات عامة مكثفة تضمن أيضًا معايير مثل تطوير أوراق غنية بصريًا وجذابة لقطاع عريض من المجتمع، تطوير أوراق تعزز الجوانب الإيجابية للهوية الوطنية. أدى ذلك إلى وجود صورة الملكة فقط على ورقة 20 دولار النقدية.

## السحب
أعلن مساعد وزير المالية آنذاك مايكل كولين رسميًا عن استبدال ورقتي 1 و2 دولار النقدية في 17 أغسطس 1988. كان أحد الأسباب الأساسية للانتقال إلى العملات المعدنية هو متوسط العمر المتوقع للعملة المعدنية والذي يقارب 20 عامًا في حين أن تكلفة إنتاجها هي نفسها تقريبًا وهذا من شأنه أن يؤدي إلى توفير في تكاليف طباعة وتوزيع الأوراق النقدية التي كان متوسط العمر المتوقع لها أقل من 6 إلى 7 أشهر.